# كايل هوغ
كايل هوغ (2 يوليو 1983 في المملكة المتحدة - ) (بالإنجليزية: Kyle Hogg)‏ هو لاعب كريكت نيوزلندي. لعب مع نادي مقاطعة لانكشر للكريكت ‏ ونادي مقاطعة ورسسترشاير للكريكيت ‏ ونادي مقاطعة نوتنغهامشير للكريكت ‏ وفريق أوتاغو للكريكت ‏.

## وصلات خارجية
- كايل هوغ على موقع إي آس بي آن كريك إنفو (الإنجليزية)